# Verdi-Mogul
Verdi-Mogul foi uma Região censo-designada localizada no estado americano de Nevada, no Condado de Washoe.

## Demografia
Segundo o censo americano de 2000, a sua população era de 2949 habitantes.

## Geografia
De acordo com o United States Census Bureau tem uma área de
62,6 km², dos quais 62,4 km² cobertos por terra e 0,2 km² cobertos por água.

## Localidades na vizinhança
O diagrama seguinte representa as localidades num raio de 20 km ao redor de Verdi-Mogul.